# Klein Nemerow
Klein Nemerow ist ein Ortsteil der Gemeinde Groß Nemerow des Amtes Stargarder Land im Landkreis Mecklenburgische Seenplatte in Mecklenburg-Vorpommern.

## Geografie
Der Ort liegt unmittelbar am Ostufer des Tollensesees und zwei Kilometer nordnordwestlich von Groß Nemerow. Zur Gemarkung Klein Nemerow zählt eine Fläche von 487 Hektar. Die Nachbarorte sind Lindenberg Süd, Tannenkrug und Bargensdorf im Nordosten, Rowa im Osten, Groß Nemerow im Südosten, Bornshof und Bornmühle im Südwesten sowie Alt Rehse auf der anderen Seeseite im Nordwesten.

## Sehenswürdigkeiten
- Klosterscheune der ehemaligen Komturei Nemerow (Ruine)
- Tollensesee mit Anlegestelle

## Wirtschaft und Infrastruktur

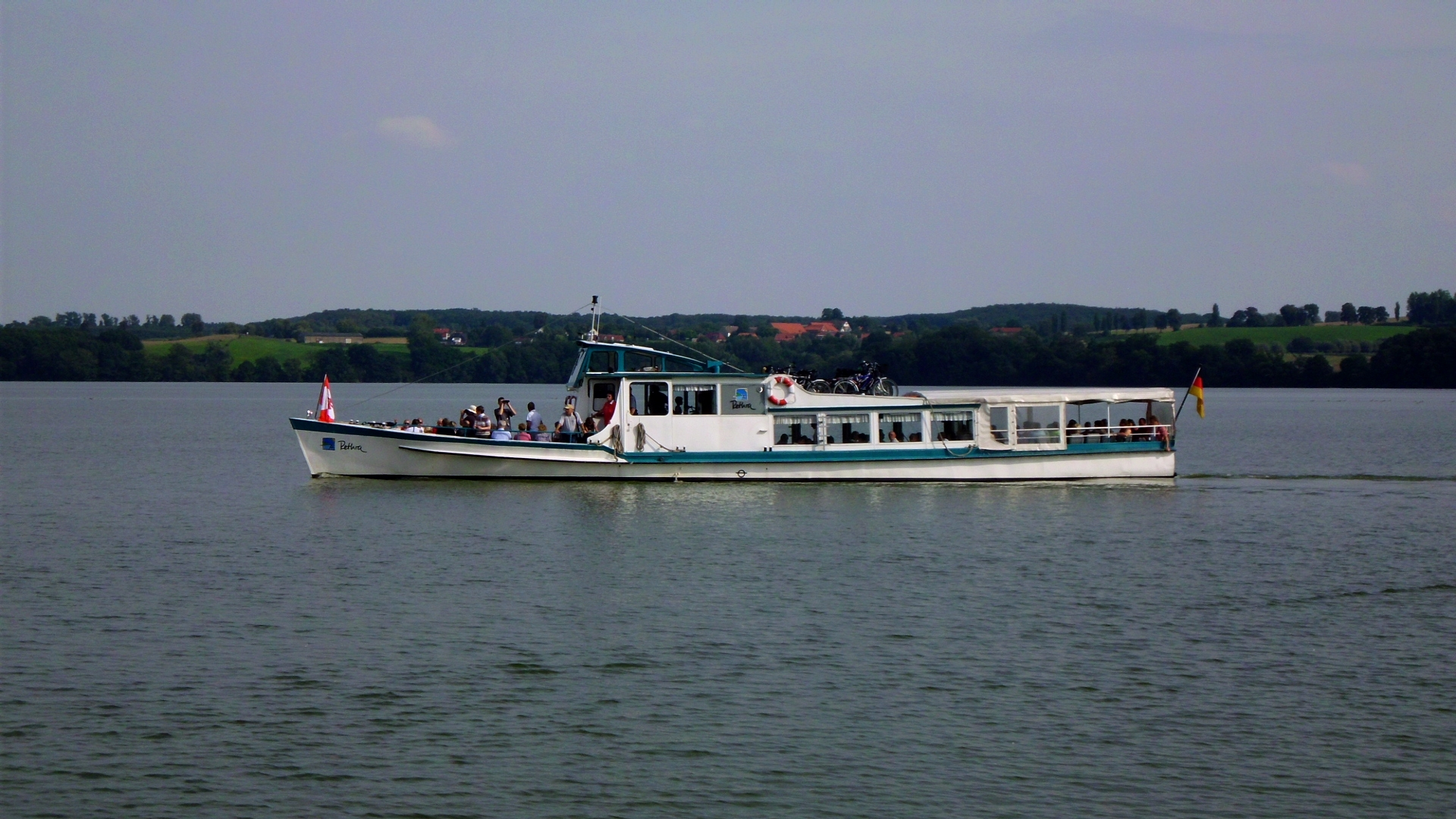
Linienschiff Rethra

Klein Nemerow ist wegen der landschaftlichen Lage am Tollensesee ein beliebtes Ziel für den Tourismus. Der Ortsteil ist durch das Linienschiff Rethra auf dem Tollensesee u. a. mit Neubrandenburg, dem Naturschutzgebiet Nonnenhof und Alt Rehse verbunden. Des Weiteren fährt die Linie 600 der MVVG Klein Nemerow jeweils einmal werktags Richtung Neubrandenburg und Neustrelitz an. Das Ausflugsschiff "Mudder Schulten" hält bei Bedarf in Klein Nemerow.